# 후지필름 파인픽스

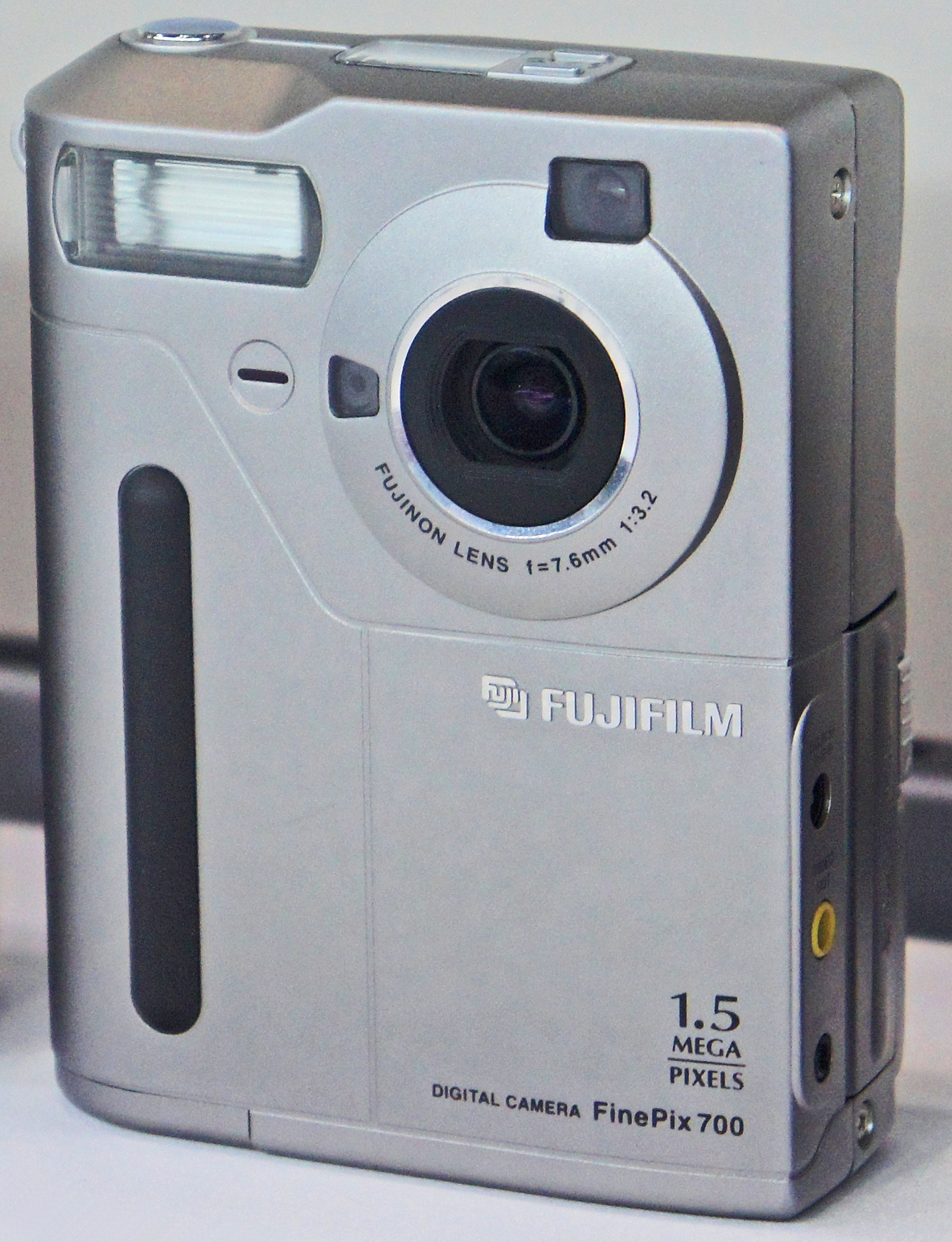
1998년에 출시된 파인픽스 시리즈의 첫 번째 카메라인 후지필름 파인픽스 MX-700이다.

후지필름 파인픽스(Fujifilm FinePix) 제품은 후지필름에서 생산하는 디지털 카메라 제품군이다. 여기에는 컴팩트한 포인트 앤 슛 모델, 견고한 방수 모델, 브리지 디지털 카메라, 디지털 SLR 및 미러리스 카메라가 포함된다. 많은 사람들이 후지필름의 독점 슈퍼 CCD 기술 센서와 고급 모델용 CMOS 센서를 사용한다.

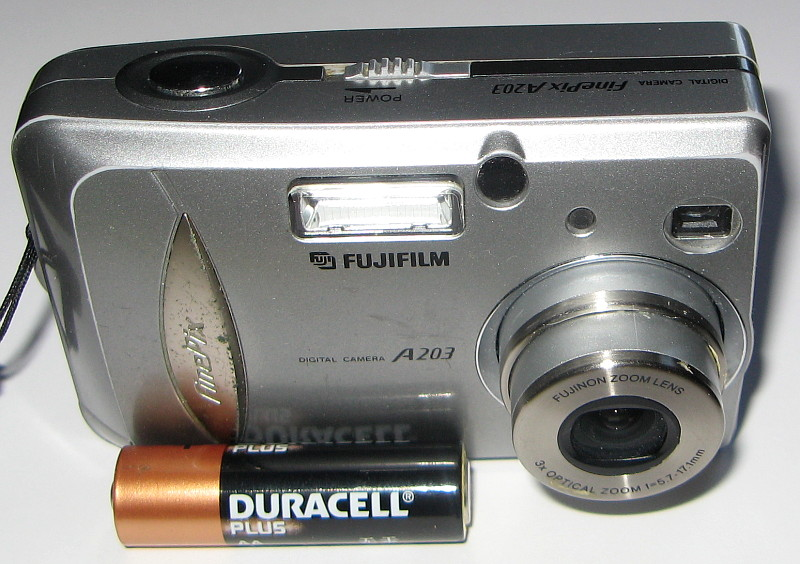
Fujifilm Finepix A203 (2002)
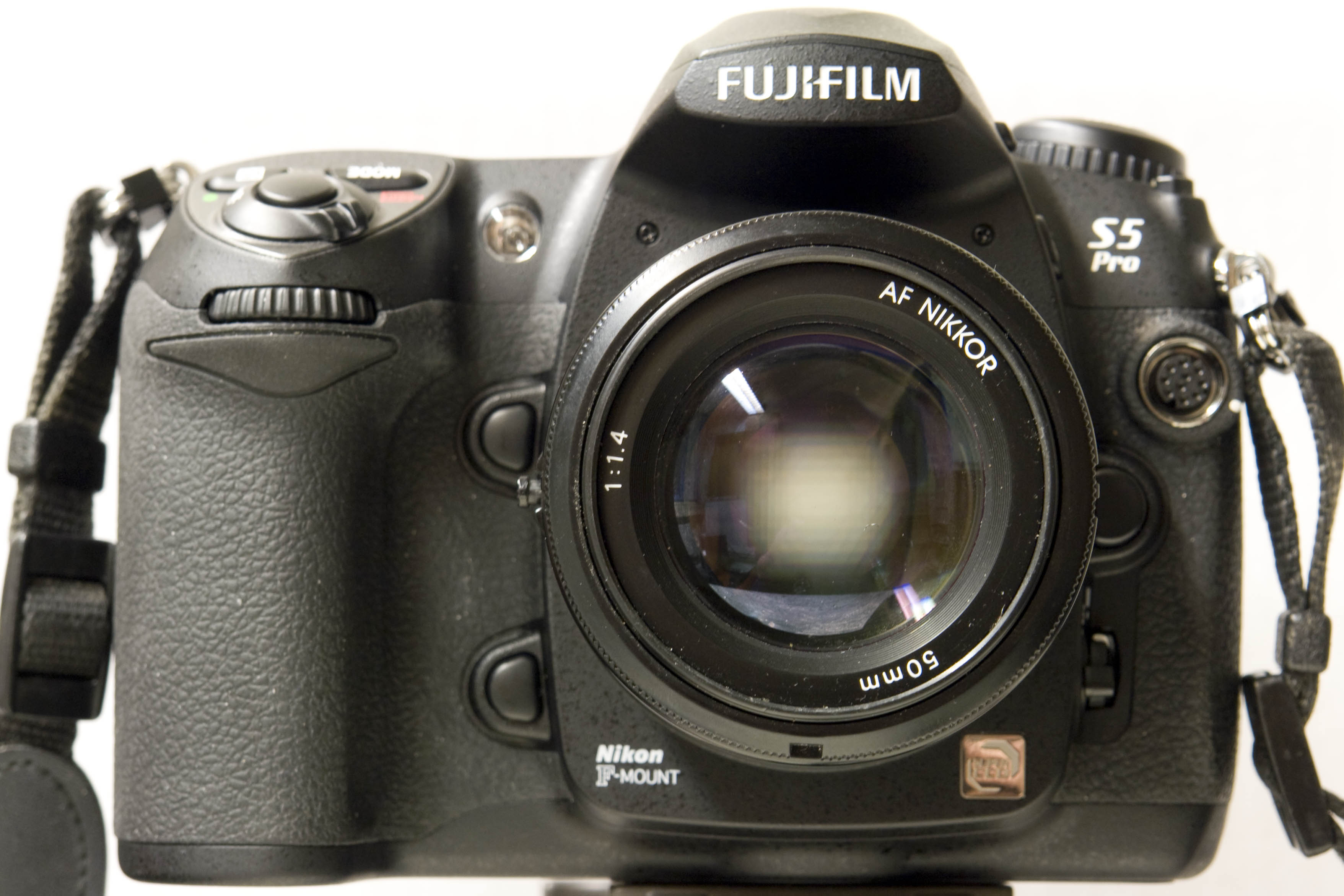
Fujifilm FinePix S5 Pro (2006)
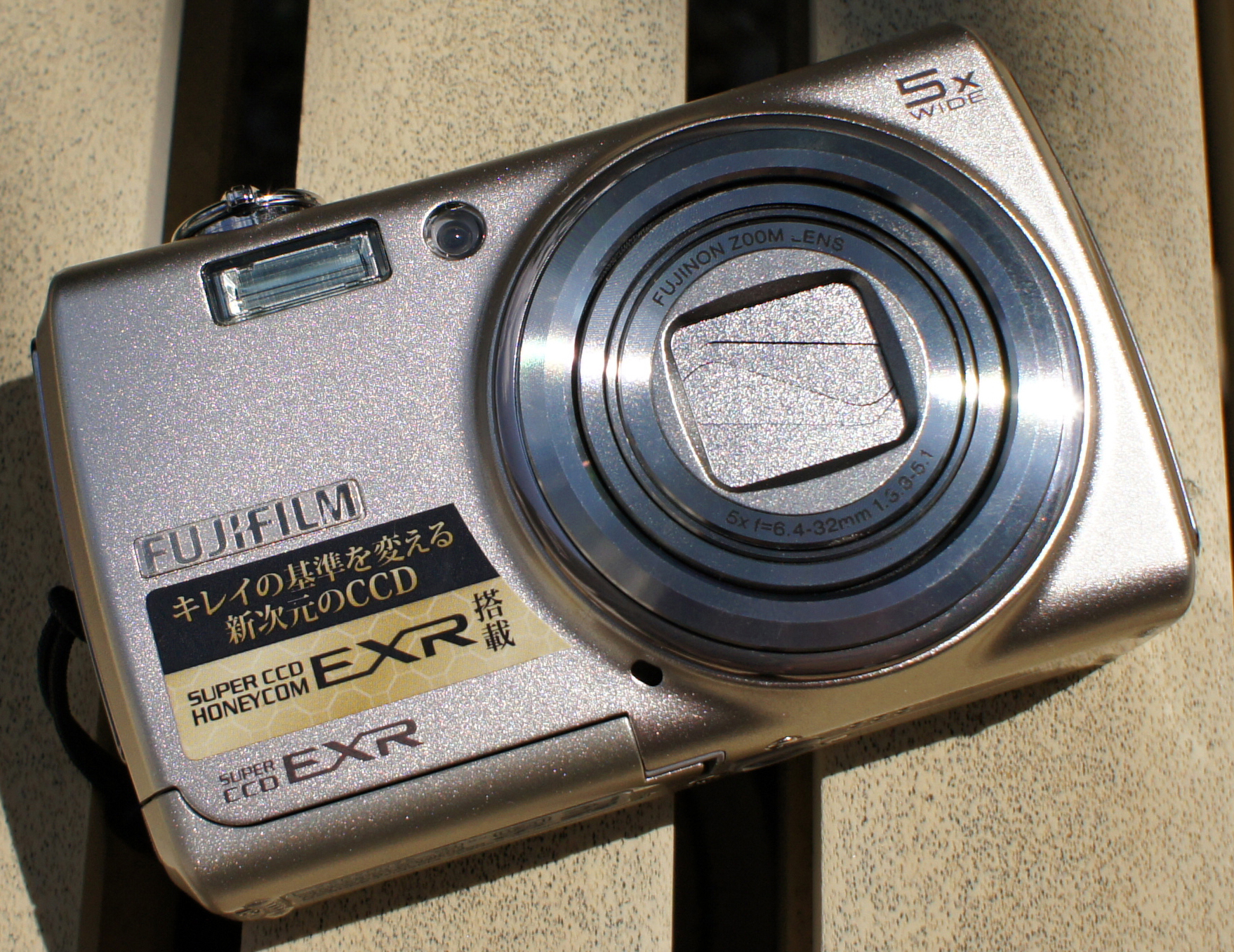
Fujifilm FinePix F200EXR (2009)
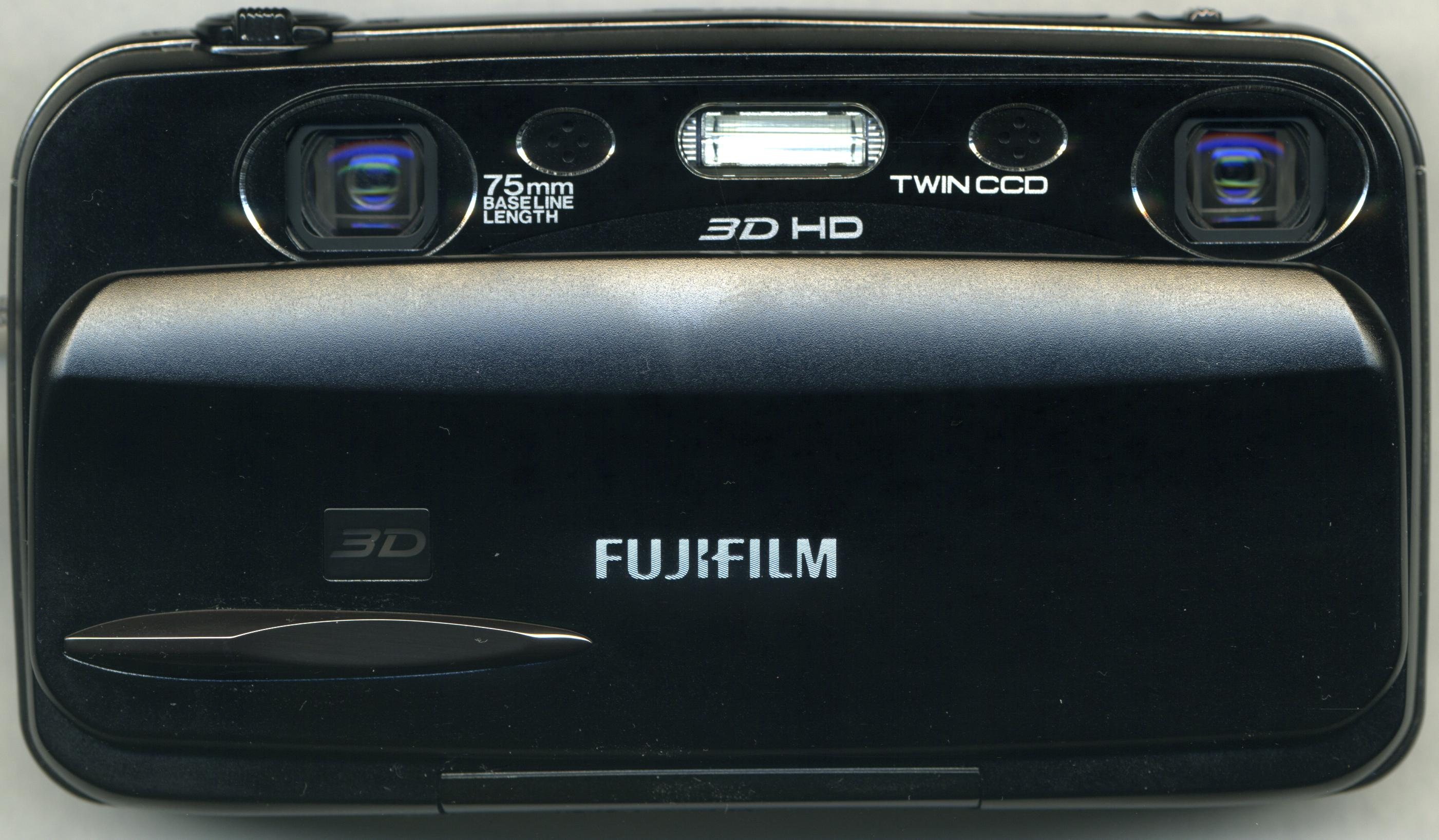
Fujifilm FinePix Real 3D W1 (2009)
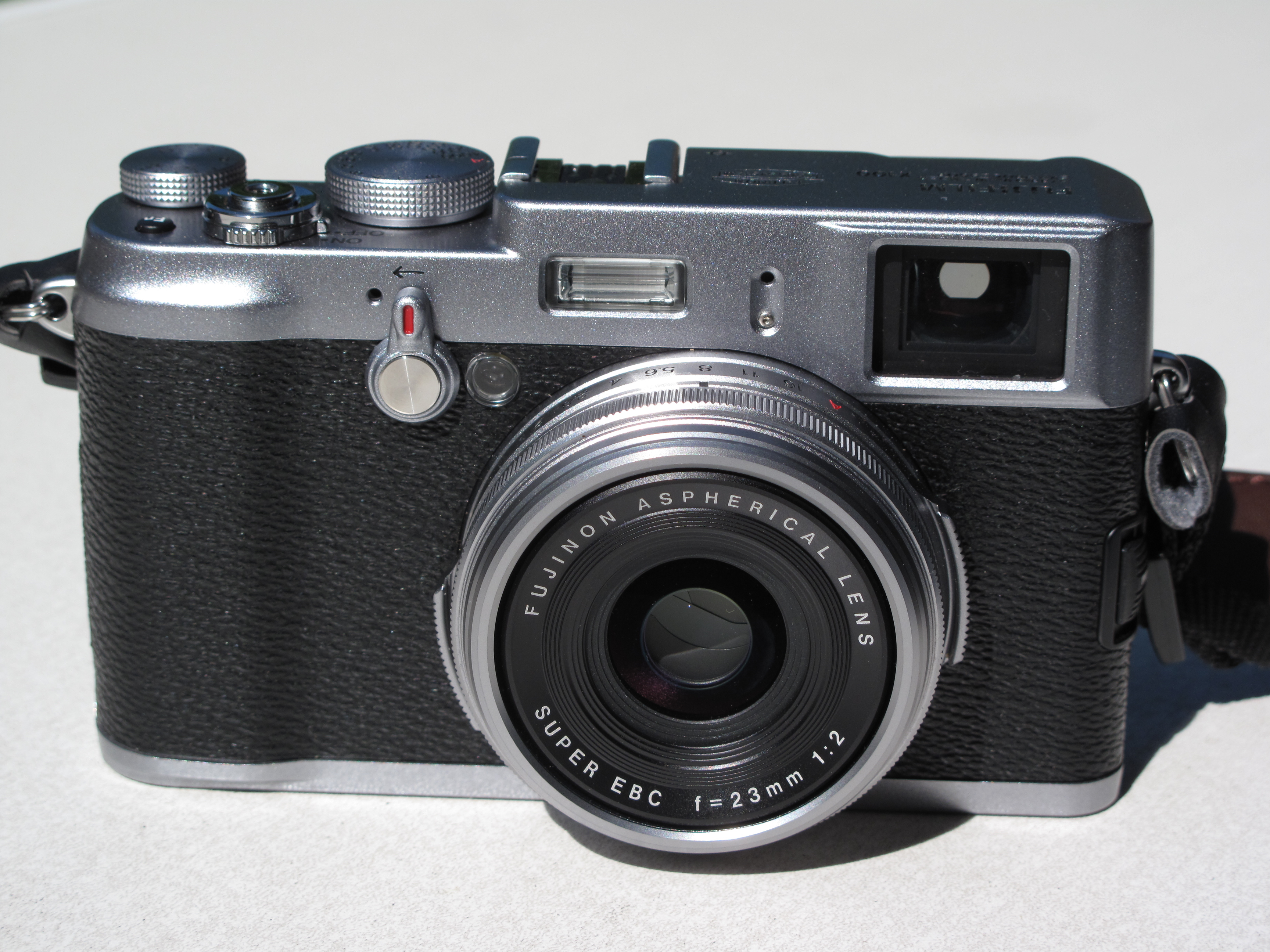
Fujifilm FinePix X100 (2011)
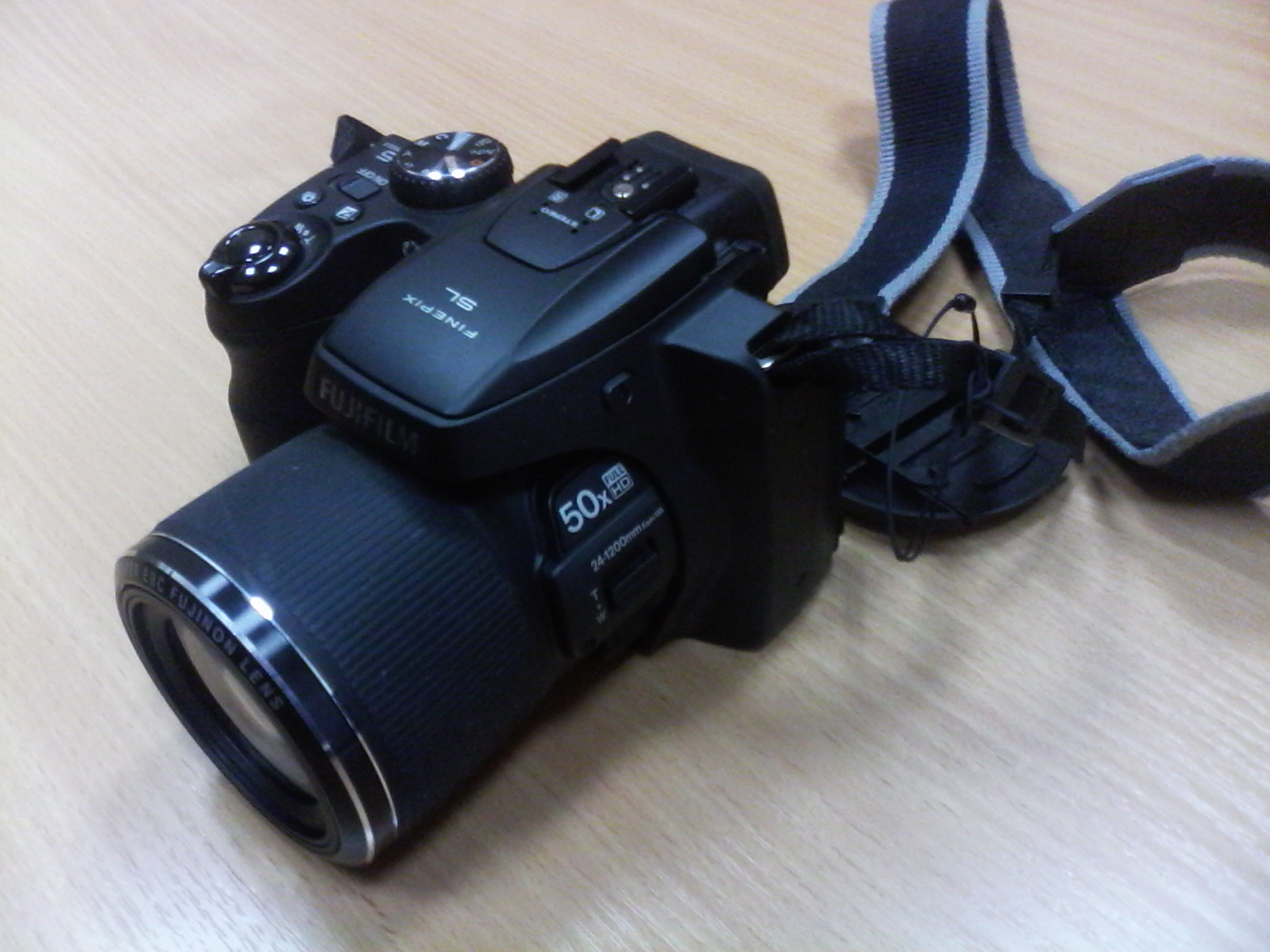
Fujifilm FinePix SL 1000 (2014)

## 같이 보기
- 디지털 사진
- 플래시 (사진술)